# Rue Nicolo
La rue Nicolo est une rue du 16e arrondissement de Paris, en France.

## Situation et accès

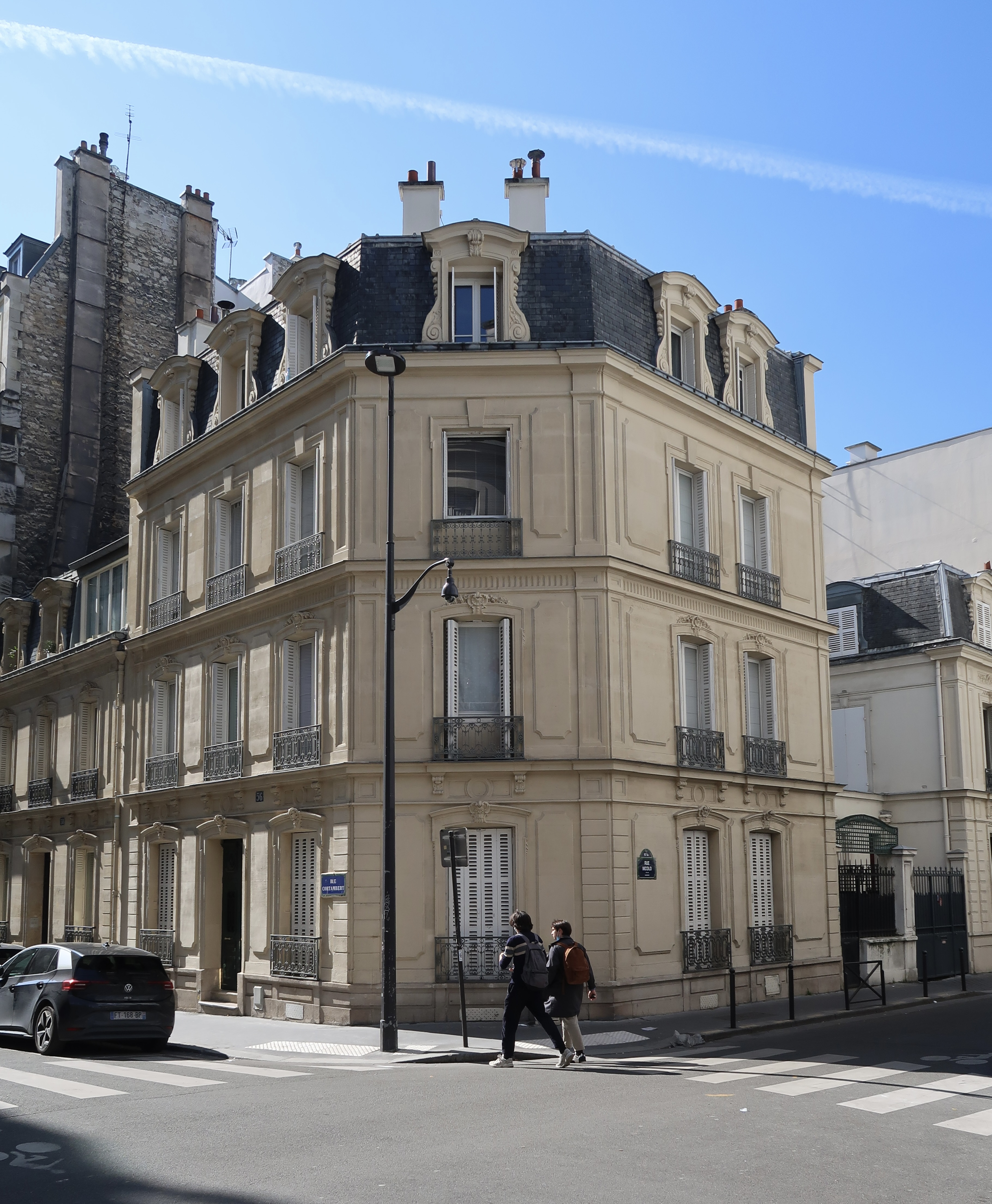
Au croisement avec la rue Cortambert.

Elle relie la rue de Passy à la rue de la Pompe.
La rue Nicolo est desservie par :
- la rue de la Pompe et la rue de Passy (extrémités) ;
- l’avenue Paul-Doumer ;
- la rue Desbordes-Valmore ;
- la rue Cortambert ;
- la rue Paul-Saunière ;
- le hameau Nicolo.

## Origine du nom

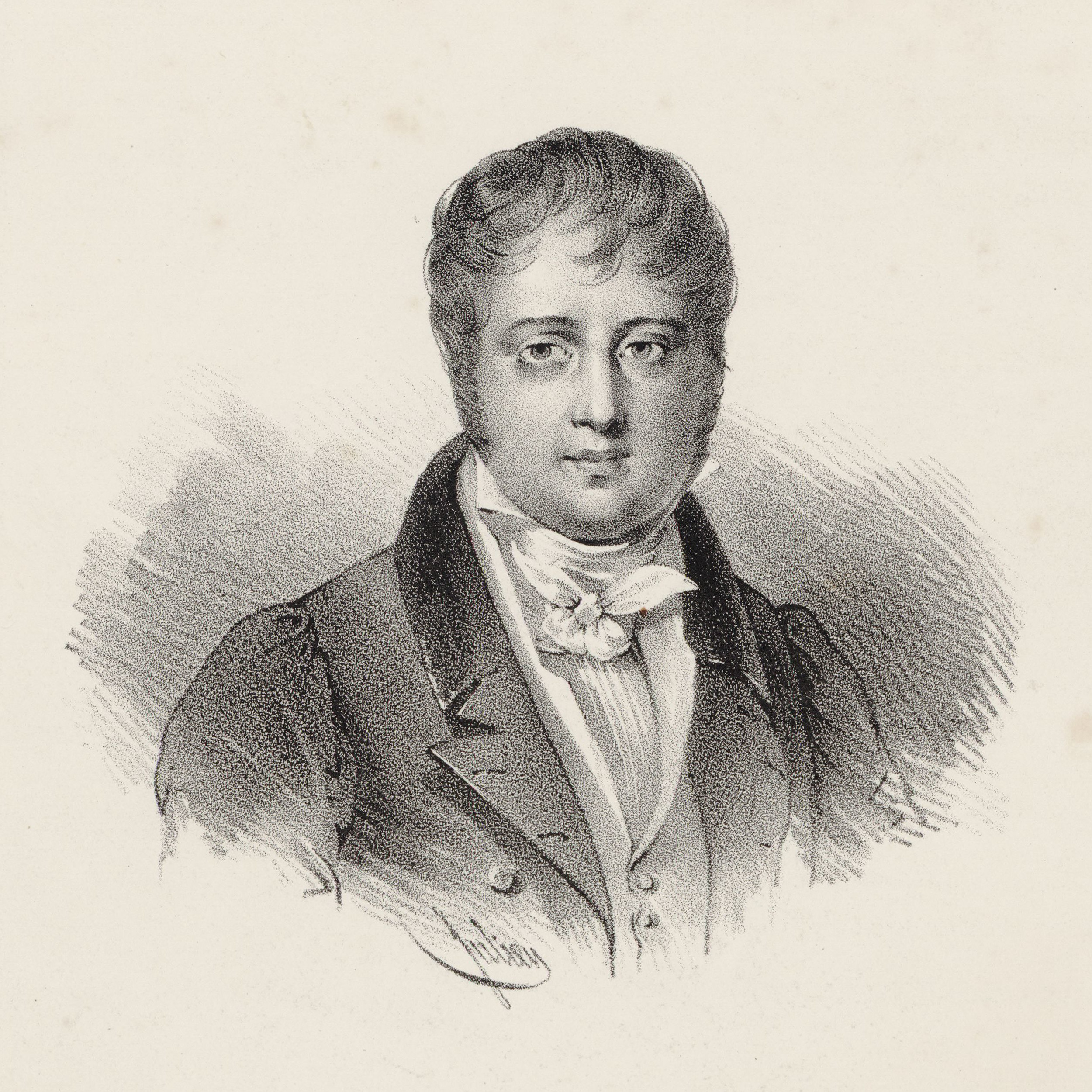
Le compositeur Nicolas Isouard.

Elle tire son nom du compositeur français Nicolas Isouard dit Nicolo (1773-1818).

## Historique
La rue est un ancien chemin, indiqué sur le plan de Roussel de 1748, qui reliait la rue de Passy à la rue de la Pompe. Sa partie ouest comprise entre les actuelles rues Vital et de la Pompe fut englobée vers 1760 dans le parc de l'hôtel particulier de l'amiral d'Estaing. À cette époque, un chemin fut créé le long du parc jusqu'à la rue de la Tour, à l'emplacement du tronçon de la rue Guichard, entre la rue Nicolo et la rue de la Tour, afin de maintenir une liaison avec les hauteurs de Passy.
Cette rue est indiquée sur le plan cadastral de 1823, sous le nom de « rue des Carrières » entre les actuelles rues de Passy et Vital, parce qu'elle menait aux carrières de calcaire de Passy, et « rue Saint-Pierre » entre la rue Vital et la rue de la Pompe.
La partie de la rue des Carrières située dans le parc de l'Amiral d'Estaing vendu en 1854 à une société immobilière par les héritiers de son dernier propriétaire, M. Guichard, est reconstituée dans le lotissement du domaine.
Cette ancienne voie de l'ancienne commune de Passy est classée dans la voirie parisienne par décret du 23 mai 1863 et prend sa dénomination actuelle par un autre décret du 2 octobre 1865.

## Bâtiments remarquables et lieux de mémoire
- No 3 : hôtel Nicolo, situé au fond de la cour ; cet hôtel, dont la propriétaire était Albertine Tartarin (1892-1981), a ouvert ses portes avant la Seconde Guerre mondiale. À ce numéro, Alexandra David-Néel vivra avec le pianiste et compositeur belge Jean Hautstont de 1897 à 1899 ou 1900 (ensemble ils écriront l'opéra Lidia, créé en 1904 à Bruxelles).
- No 9 : immeuble construit en 1895[3] par l'architecte Louis Salvan, non signé et ne ressemblant pas aux réalisations habituelles de l'architecte.
- No 13 : Toshio Bando, artiste peintre, y vécut de 1940 à 1973.
Hameau Nicolo, voie privée.
- No 23 : atelier parisien du peintre animalier Jacques Nam, construit pour lui par Louis-Raymond Fischer en 1923.
- No 25 : Louise Cortambert[4] y habita et y rédigea, en 1819, le Langage des fleurs, sous le pseudonyme de Charlotte de Latour.
- No 38 : le dramaturge Paul Milliet (1855-1924) y vécut avec sa mère. Il reconstruisit la maison à la suite du succès obtenu par l'Hérodiade de Jules Massenet (1881) ; Milliet en avait fait le livret[5]. Elle a appartenu jusqu'en 1899 au millionaire Jean-Hubert Debrousse, il lègue la propriété à l'Assistance publique. La cantatrice belge Pauline Lauters y vécut jusqu’à son décès en 1918.
- No 64 : l'écrivain allemand Heinrich Heine (1797-1856) y vécut vers 1848.

En 1857, le couple formé par la comédienne Rose Chéri et le directeur de théâtre Adolphe Lemoine, dit Montigny, s'installent dans ce qui est alors la rue Saint-Pierre, avant de déménager dans le même quartier, au no 73 rue de la Tour.

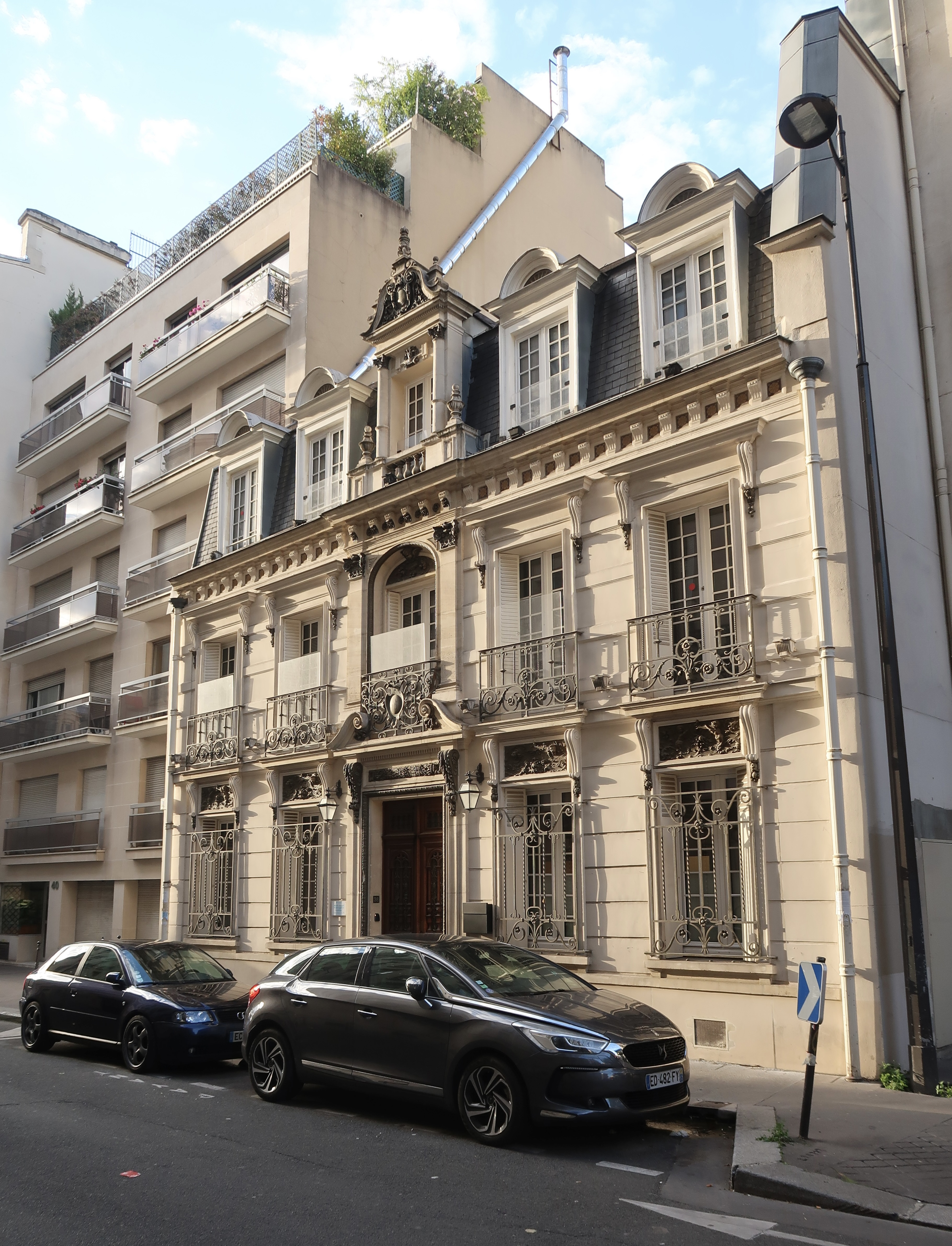
No 38.
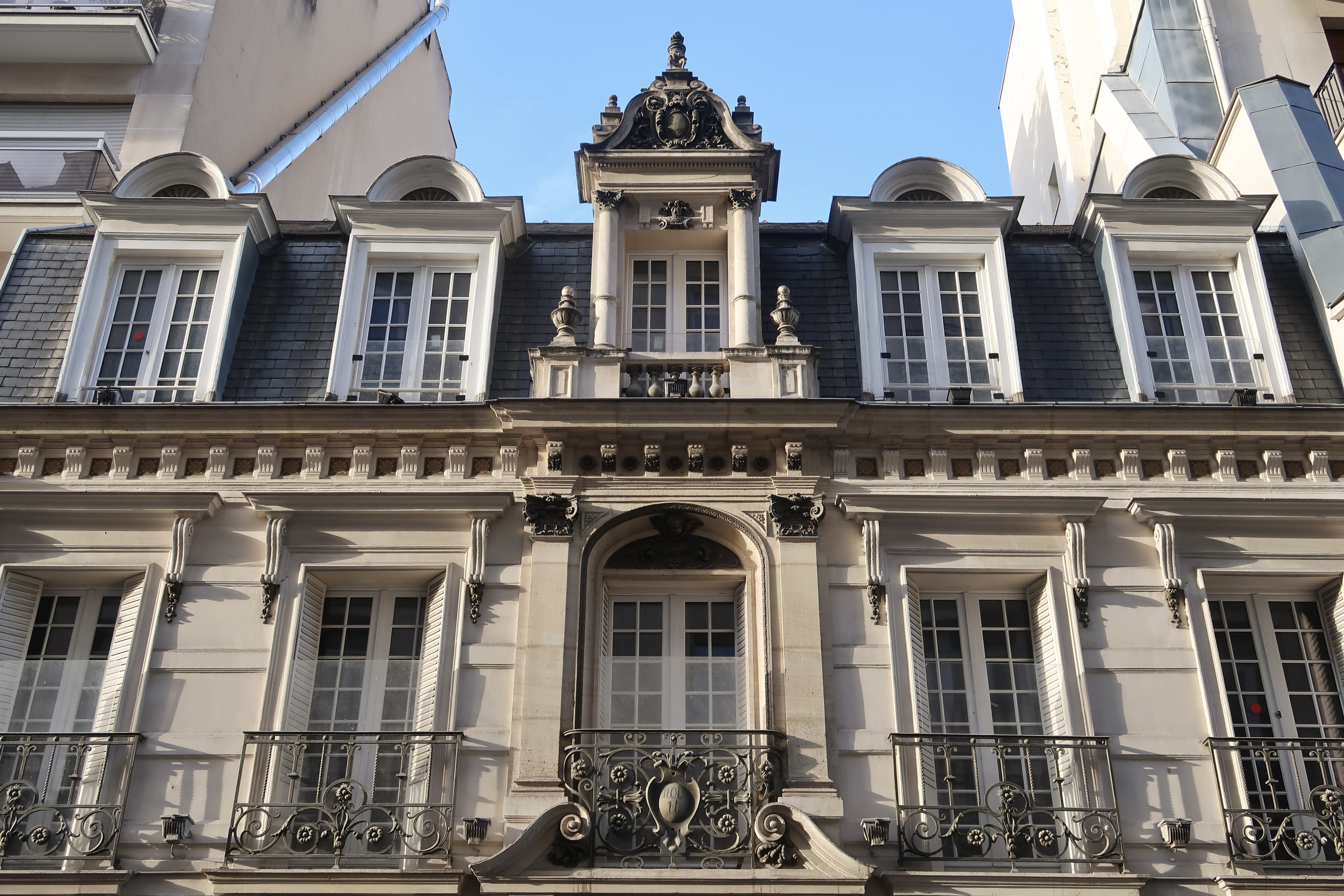
Détail.
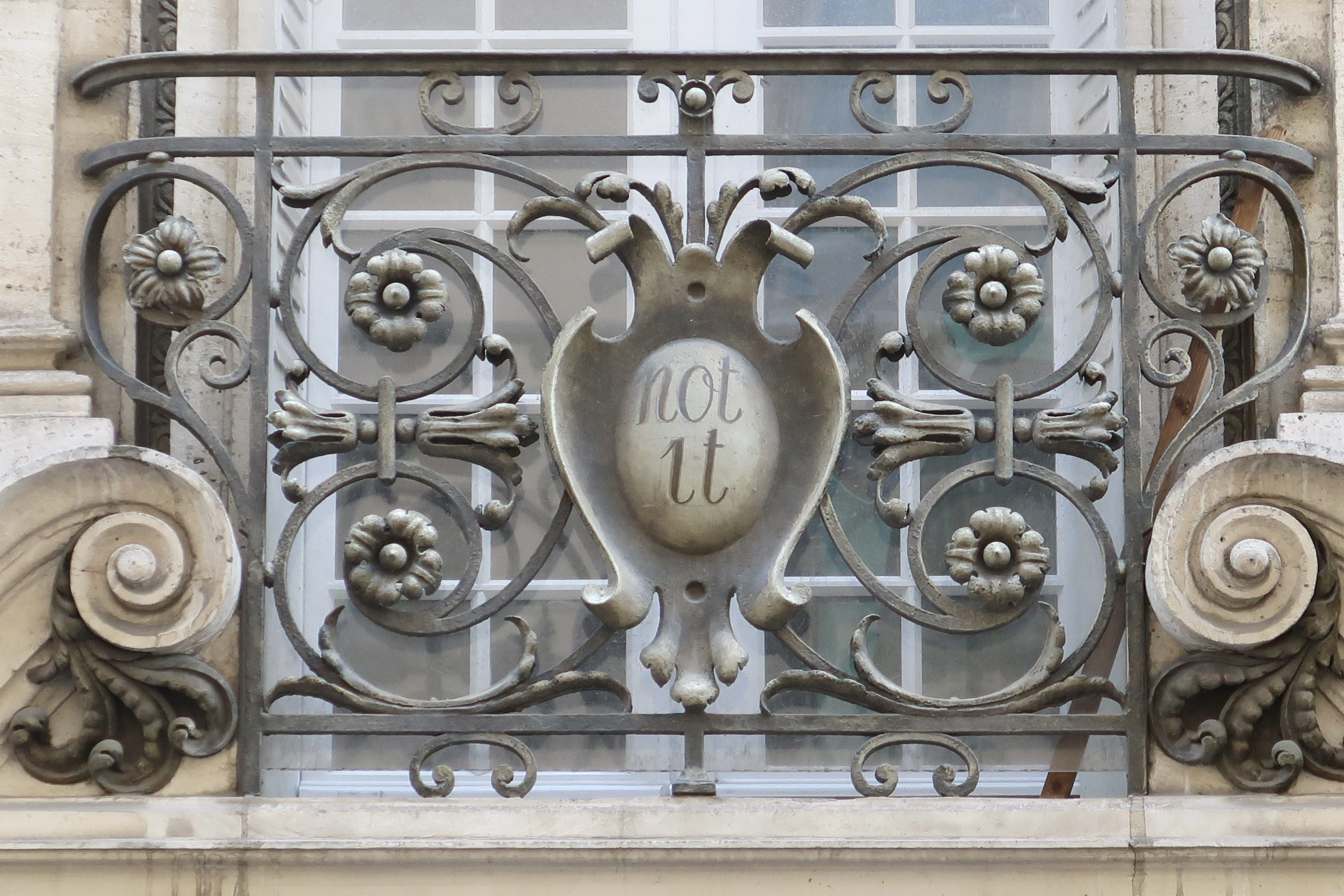
Détail, « Not it ».